# Зернов, Сергей Анатольевич
Серге́й Анато́льевич Зерно́в (род. 20 октября 1958) — российский актёр и продюсер, член Гильдии продюсеров и организаторов кинопроцесса Союза кинематографистов России, член Национальной Академии кинематографических искусств и наук России «Золотой орёл», генеральный директор «Киностудии имени М. Горького» (2010—2019), кандидат экономических наук.

## Биография
Сергей Зернов родился 20 октября 1958 года.
В 1983 году окончил Театральное училище им. Б. В. Щукина по специальности: актёр драматического театра и кино.
В 1991 году — Курсы продюсеров при общественной организации «Американо-советская киноинициатива» (АСК).
В 2003 году успешно защитил кандидатскую диссертацию в Санкт-Петербургском государственном университете кино и телевидения на соискание учёной степени кандидата экономических наук.
С 1985 года по 1994 год снимался в нескольких отечественных фильмах.
В 1991 году стал независимым продюсером. В это же время занял должность директора кино-видео-объединения ПКФ «Царица».
В 1992 году организовал киностудию «Фрист».
В 1993 году выступил в качестве основателя и генерального директора киностудии «Ф.А.Ф.».
С 1996 по 2000 годы был генеральным директором киностудии «ФАФ Интертеймент».
С 2003 по 2008 годы — заместитель руководителя Департамента кинематографии Министерства культуры Российской Федерации.
С 2003 по 2004 годы — директор ФРУП ТПО «Центральная студия научно-популярных фильмов „Центрнаучфильм“».
С 2004 по 2015 годы — генеральный директор Киностудии «Центр национального фильма».
С 2008 по 2010 годы — директор Департамента кинематографии Министерства культуры Российской Федерации.
C декабря 2010 года по сентябрь 2019 года — генеральный директор «Киностудии имени М. Горького».

## Фильмография
- 2022 — Кощей. Похититель невест (продюсер)
- 2020 — Белка и Стрелка: Карибская тайна (продюсер)
- 2019 — Подкидыш (продюсер)
- 2017 — Гурвинек: Волшебная игра (продюсер)
- 2017 — Детки напрокат (продюсер)
- 2015 — Трагедия в бухте Роджерс (со-продюсер)
- 2013 — Белка и Стрелка. Лунные приключения (продюсер)
- 2010 — Белка и Стрелка. Звёздные собаки (продюсер, сценарист)
- 2007 — Георг (продюсер)
- 2007 — Открытое пространство (продюсер)
- 2007 — Корова за рулём (продюсер)
- 2007 — Чужак (продюсер)
- 2007 — Два итальянца (продюсер)
- 2006 — Жил министр обороны (продюсер)
- 2006 — Флэш.ка (продюсер)
- 2005 — Крылья (продюсер)
- 2005 — Неуправляемый занос (продюсер)
- 2005 — Парниковый эффект (продюсер)
- 2005 — Рысак (2005) (продюсер)
- 2005 — Фабрика чудес (продюсер)
- 2005 — Микрополис (продюсер)
- 2004 — Незнайка и Баррабасс (продюсер)
- 2004 — Варенье из апельсинов (продюсер)
- 2003 — Повелитель эфира (продюсер)
- 2002 — Раскалённая суббота (продюсер)
- 2001 — Мусорщик (2001) (продюсер)
- 2000 — Граница. Таёжный роман (продюсер)
- 1997—1998 — Незнайка на Луне (продюсер)
- 1994 — Железный занавес (актёр)
- 1993-1999 — Дорога в рай (продюсер)
- 1993 — Несравненная (актёр)
- 1991 — Дом (актёр)
- 1989 — Следствие ведут Знатоки. Дело N22. Мафия (актёр)
- 1985 — Дайте нам мужчин! (актёр)[6][7]

## Награды
- Нагрудный знак «Почётный кинематографист России» (2013)
- Медаль ордена «За заслуги перед Отечеством» II степени (3 февраля 2015 года) — за большие заслуги в развитии отечественной культуры и искусства, телерадиовещания, печати и многолетнюю плодотворную деятельность[8]